# Семёнково (Рузский городской округ)
Семёнково — деревня сельского поселения Волковское Рузского района Московской области. Численность постоянно проживающего населения — 23 человека на 2006 год. До 2006 года Семёнково входило в состав Никольского сельского округа.
Деревня расположена на северо-востоке района, примерно в 24 километрах северо-восточнее Рузы, у западного берега Тростенского озера, высота центра над уровнем моря 220 м. Ближайший населённый пункт — деревня Глиньково — в 300 м севернее.